# Andacollo (Chile)
Andacollo (del quechua anta, cobre u oro; coya, reina) es una ciudad y comuna del Norte Chico de Chile ubicada en la provincia de Elqui, en la región de Coquimbo. Limita al oeste de Coquimbo, al norte con la de La Serena, al este con las comunas de Vicuña y Río Hurtado y al sur con la comuna de Ovalle.

## Historia
Los inicios de la comuna de Andacollo datan desde mucho antes de la llegada de los españoles, ya que, según la investigación de la agrupación de rescate arqueológico Yahuín, y que es apoyada por profesionales del Museo de La Serena, los vestigios encontrados en la zona corresponderían a la cultura indígena El Molle. Desde entonces, los nativos trabajaron el cobre, pero por sobre todo el oro. Según antecedentes históricos, los fundadores de esta ciudad habrían sido los Incas, que en 1420 se apoderaron de sus riquezas y la transformaron en una colonia minera. De ahí precisamente su nombre de origen quechua.
Alrededor del año 1560, según la historia, un indígena que recogía vegetales para usar como combustible en su rancho, encontró en un matorral una pequeña imagen de la Virgen María que algún español debe haber dejado caer, mientras huía cuando La Serena fue arrasada. Esta imagen desapareció y la actual imagen corresponde a la adquirida en 1676 en Perú, mediante la recolección de dinero por el párroco Bernardino Álvarez Tobar.
El 12 de abril de 1607, García Román le describió al rey de España que este lugar era un Andacollo, que significaba, según él, Río de Oro, por lo que le dio este nombre al sitio. La traducción correcta de la palabra Andacollo es cerro de Cobre; este significado, el más común, proviene de dos palabras autóctonas: "anta" y "colla" (significa montaña o cerro con demasiado cobre). Nombre evidentemente relacionado con los ricos minerales del lugar que fueron trabajados desde épocas prehispánicas.
Francisco Astaburoaga escribió en 1899 en su Diccionario Geográfico de la República de Chile: 30  sobre el lugar:

Andacollo.-—Villa del departamento de Puerto de Coquimbo, situada en los 30° 14' Lat. y 71° 09' Lon. á unos 50 kilómetros al SE. de su capital y poco menos hacia el mismo punto de la ciudad de la Serena. Está asentada á 1031 metros sobre el nivel del Pacífico en un plano del fondo de una quebrada, por la que corre un escaso arroyo, abierta en medio de la alta y árida serranía que la rodea. Consta de un modesto caserío con 1060 habitantes, ordenado en dos calles principales de sur á norte á la margen izquierda de dicho arroyo, cortadas por otras cortas transversales, y contiene edificios de oficinas de registro civil, correo y telégrafo, de un cuartel militar, de escuelas primarias gratuitas, de cárcel, de casa de ejercicios espirituales y de hospedería, y una plaza pequeña, á la que da frente una hermosa iglesia parroquial, en la que se venera la célebre imagen de la Virgen del Rosario de su título, que le ha dado al pueblo alguna notoriedad , fundada por primera vez en 1668 y después reedificada y renovada sucesivamente en los años 1676, 1801, 1853, 1877, &c. En honor de la mencionada Virgen se celebra una festividad el 20 de diciembre, á que acuden en romería, desde largas distancias, multitud de devotos á presentarles ofrendas valiosas en oro, plata y joyas, de las que poseía en 1854 un valor de cerca de cien mil pesos, y le ha proporcionado en años anteriores una entrada anual de más de 40000; pero últimamente ha comenzado á enfriarse tanta piedad. El pueblo es además notable por la salubridad del clima, aunque un tanto ardiente en verano y frío en invierno; como asimismo por el cobre y oro, que producen sus contornos, con la singularidad de encontrarse el primero en trozos nativos y ramificaciones de formas caprichosas, y el segundo en calidad de muy subidos quilates, que se extrae en polvo de tierra cavadiza de una planicie adyacente á la orilla oriental del arroyo, y de las minas de Churumata y del Toro en los cerros inmediatos al O., que han sido muy ricas. En tiempos, este metal se hallaba aquí en mucha abundancia; pues, en carta de 12 de abril de 1607, decía al rey de España el gobernador, Don Alonso Garcia Ramón, «el cerro de Andacollo es uno de los ríos (placeres) que hay en el mundo de oro»; lo que por entonces dió principio al establecimiento de esta población, aunque ya existían en este punto familias de antigua raza peruana, que conocían el lugar con ese nombre, evidentemente formado de las palabras del quichua ó idioma de los Incas anta, metal, y collo, montón.

Si bien los orígenes de Andacollo como localidad se remontan al siglo XVII, la comuna fue creada oficialmente el 22 de diciembre de 1891 tras la promulgación de la Ley de Comuna Autónoma.
El geógrafo chileno Luis Risopatrón lo describe como una ‘villa’ en su libro Diccionario Geográfico de Chile en el año 1924:: 31 

Andacollo (Villa) 30° 12’ 71° 05’. Consta de un modesto caserío, ordenado en dos calles principales, de S a N, a 1 030 m de altitud, en un plano del fondo de la quebrada del mismo nombre, por la que corre un escaso arroyo, que ha sido abierta en medio de alta i árida serranía, a unos 40 kilómetros al SE del puerto de Coquimbo; cuenta con servicio de correos, telégrafos, rejistro civil i escuelas públicas i es notable por la salubridad del clima, aunque un tanto ardiente en verano i frio en invierno. Fue fundada en 1668 i despues reedificada i renovada sucesivamente en los años 1676, 1801, 1853, 1877 etc; tiene un cuartel militar, cárcel, casa de ejercicios espirituales, hospedería etc i una pequeña plaza, a la que da frente una hermosa iglesia parroquial, en la que se venera una célebre imajen de la vírjen de El Rosario, en cuyo honor se celebre una festividad el 26 de diciembre de cada año, a la que acuden en romería, desde largas distancias, multitud de devotos, a presentarle ofrendas valiosas en oro, plata i joyas, que le proporcionaban una entrada anual de mas de $ 40 000 i de las que poseia en 1854, hasta enterar un valor de cerca de $ 100 000.

Entre 1986 y 2004 Marcelina Cortés ejerció el cargo de alcaldesa de Andacollo, convirtiéndose en el edil con más años en el cargo en la Región de Coquimbo. Durante su gestión se creó el Festival La Voz de la Montaña y el Observatorio Collowara, entre otras obras.

## Medio ambiente

### Geomorfología y componentes abióticos

Trazado simplificado de los ecosistemas y cuerpos de agua presentes en la comuna de Andacollo.

La comuna de Andacollo se encuentra emplazada en las unidades geomorfológicas de Llanos de sedimentación fluvial o aluvional, Cordones transversales y Planicie marina o fluviomarina; y presenta según la clasificación climática de Köppen clima semiárido de lluvia invernal (BSk (s)) y clima semiárido de lluvia invernal e influencia costera (BSk (s) (i)). Esta además se halla entre las cuencas hidrográficas de Costeras entre Río Elqui y Río Limarí, así como las cuencas del Río Elqui y Río Limarí. Además, la comuna posee diversos cuerpos de agua, entre los que se destacan la Quebrada El Arrayñin.

### Componentes bióticos
Dentro del territorio de la comuna se pueden hallar los siguientes ecosistemas:
- Matorral desértico mediterráneo costero donde predominan Oxalis virgosa y Heliotropium stenophyllum (Preocupación menor)
- Matorral desértico mediterráneo interior donde predominan Flourensia thurifera y Colliguaja odorifera (Preocupación menor)
- Matorral desértico mediterráneo interior donde predominan Heliotropium stenophyllum y Flourensia thurifera (Preocupación menor)

### Medidas de protección ambiental y conflictos socioambientales
Hasta 2022, la comuna de Andacollo no cuenta con ninguna área territorial destinada a la protección ambiental.

## Demografía
La comuna posee una superficie de 310 km² y una población de 11.044 habitantes, de los cuales 5.525 son mujeres y 5.519 hombres.
Andacollo acoge al 1,71 % de la población total de la región. Un 8,20 % (844 habitantes) corresponde a población rural, y un 91,80 % (9.444 habitantes) a población urbana. Esta última corresponde a la ciudad de Andacollo, la que integra a los sectores de Nueva Churrumata y Chepiquilla. En tanto, su población rural se distribuye, en su mayoría, en torno a las cuestas de El Manzano y San Antonio, destacándose los caseríos de Maitencillo y El Manzano.
| Localidad                                 | Habitantes (2017) |
| ----------------------------------------- | ----------------- |
| Andacollo                                 | 9989              |
| El Manzano                                | 236               |
| Maitencillo                               | 139               |
| Comunidad Agrícola La Caldera y Damas     | 135               |
| Comunidad Agrícola La Jarilla y el Azogue | 104               |

## Administración

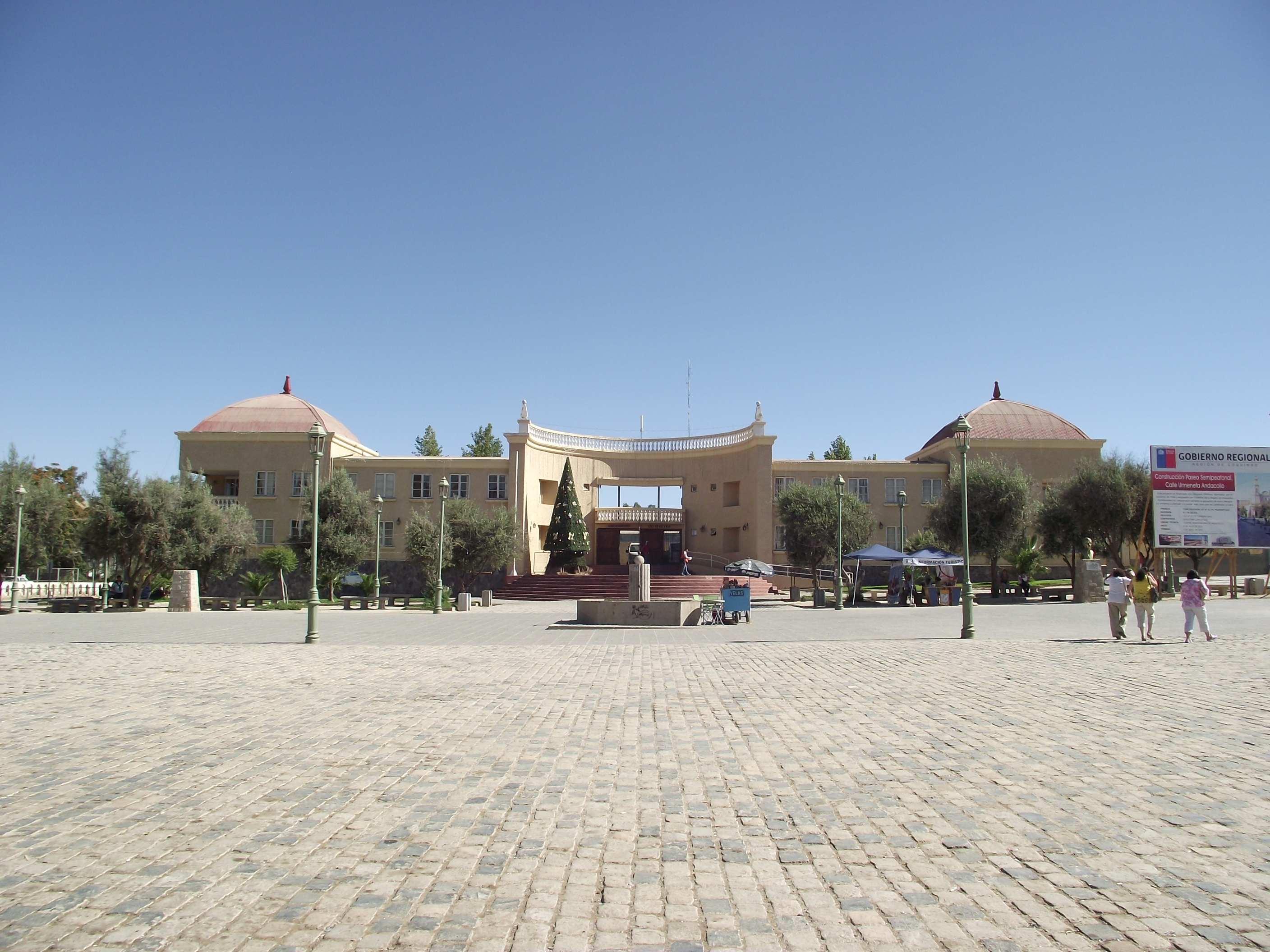
Edificio de la Municipalidad de Andacollo.

Andacollo pertenece al distrito electoral n.º 5 y a la 4.ª circunscripción senatorial (Coquimbo). Es representada en la Cámara de Diputados y Diputadas del Congreso Nacional por las diputadas Nathalie Castillo (PCCh) y Carolina Tello (FA), así como también por los diputados Daniel Manouchehri (PS), Marco Antonio Sulantay (UDI), Ricardo Cifuentes (PDC), Juan Manuel Fuenzalida (UDI) y Víctor Pino (D). A su vez, es representada en el Senado por los senadores Daniel Núñez Arancibia (PCCh), Sergio Gahona Salazar (UDI) y Matías Walker Prieto (D).

### Alcalde y concejales
La Ilustre Municipalidad de Andacollo la dirige el alcalde , asesorado por los siguientes concejales:
- Eduardo Muñoz Cortés (PS)
- Dixon Pastén Guerrero (PRSD)
- Guillermo Castillo Véliz (Ind./UDI)
- Ximena Pizarro Mery (PDC)
- César Rojas Flores (Ind./PDC)
- Javier Cifuentes González (PCCh)

## Economía
En 2018, la cantidad de empresas registradas en Andacollo fue de 140. El Índice de Complejidad Económica (ECI) en el mismo año fue de -0,66, mientras que las actividades económicas con mayor índice de Ventaja Comparativa Revelada (RCA) fueron Extracción de Otros Minerales Metalíferos (247,2), Reparación de Aparatos de Distribución y Control (165,36) y Cultivo de Papas (105,39).

### Minería

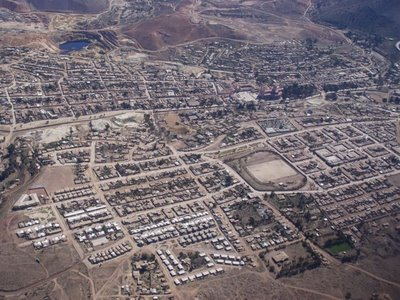
Vista aérea de Andacollo.

La economía de Andacollo ha dependido históricamente de la actividad minera, en concreto de medianas y pequeñas explotaciones de cobre y oro. En los últimos años la actividad minera en Andacollo ha venido mostrando crecientes caídas que obedecen, como efecto combinado, al agotamiento del recurso y a los bajos precios que alcanzó el mineral en los últimos años de la década de los noventa; la crisis de la minería fue un gran golpe para la población; si bien la pobreza ha estado siempre presente en la historia de Andacollo, en los últimos años se ha recrudecido.[cita requerida]
Datos del año 2000 mostraban que un 36,2 % (MIDEPLAN, Casen 2000) de la población vivía en condición de pobreza[cita requerida]. Valga decir que por cada 10 andacollinos(as) había 4 que no alcanzaban a satisfacer sus necesidades básicas.[cita requerida]
Hoy en día la actividad minera sigue siendo uno de los pilares fundamentales de la economía comunal; no obstante y como resultado de la crisis, se observa el surgimiento de una serie de actividades de servicios y un significativo desarrollo de la artesanía, ambas vinculadas principalmente a la explotación de los recursos turísticos relacionados con la riqueza histórica y cultural de la localidad, íntimamente ligados tanto a la veneración secular de la Virgen Morena como a su condición de pueblo minero.[cita requerida]
La microrregión de Andacollo es un yacimiento extenso. La villa se sitúa sobre el mismo. En la cúspide de su actividad, hace aproximadamente 50 años, la cantidad de metales en bruto era muy superior a la de hoy; de ahí parte de la decadencia actual. Había oro en cantidades comerciales y en las arenas de las "tortas de relave". En los círculos mineros se discute si hay o no cantidades comerciales de otros minerales desechados por la industria del cobre.[cita requerida]
Nada hay, concreto o visible, hasta hoy. Toda la comuna está llena de huellas de maquinaria e instalaciones que fueron productivas. Las instalaciones se diferencian entre unidades para el tratamiento del sulfuro de cobre (flotación de la pulpa producida por los trapiches) y el tratamiento del óxido de cobre (lixiviación en piscinas).[cita requerida]
La llamada "pequeña minería del cobre" de la región se caracteriza por su capacidad limitada de producción, que va desde la extracción artesanal (pirquineros) de minerales y su posterior venta a centros de recepción (Enami), hasta las instalaciones electro-mecanizadas de concentración (su mejor ejemplo se puede encontrar, en estado de ruina, en los alrededores de Andacollo).[cita requerida]

## Festividades

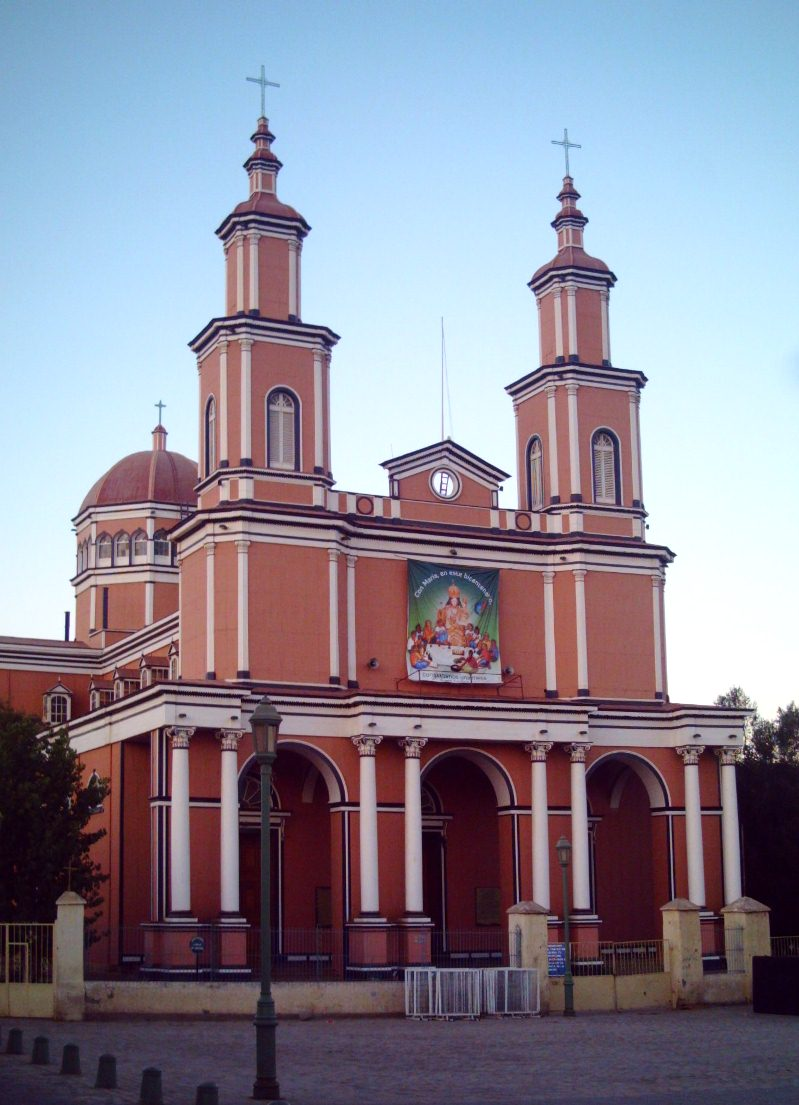
Iglesia Mayor de Andacollo, diseñada por el arquitecto Eusebio Chelli.

En la comuna de Andacollo se desarrolla a fines de cada año la fiesta religiosa más importante del Norte Chico, dedicada a Nuestra Señora de Andacollo, con música, bailes y comidas especiales para ella.
La «Fiesta Chica» se desarrolla el primer domingo de octubre, mientras que la «Fiesta Grande» se efectúa entre el 23 y el 27 de diciembre de cada año.